# 穿袍贵族

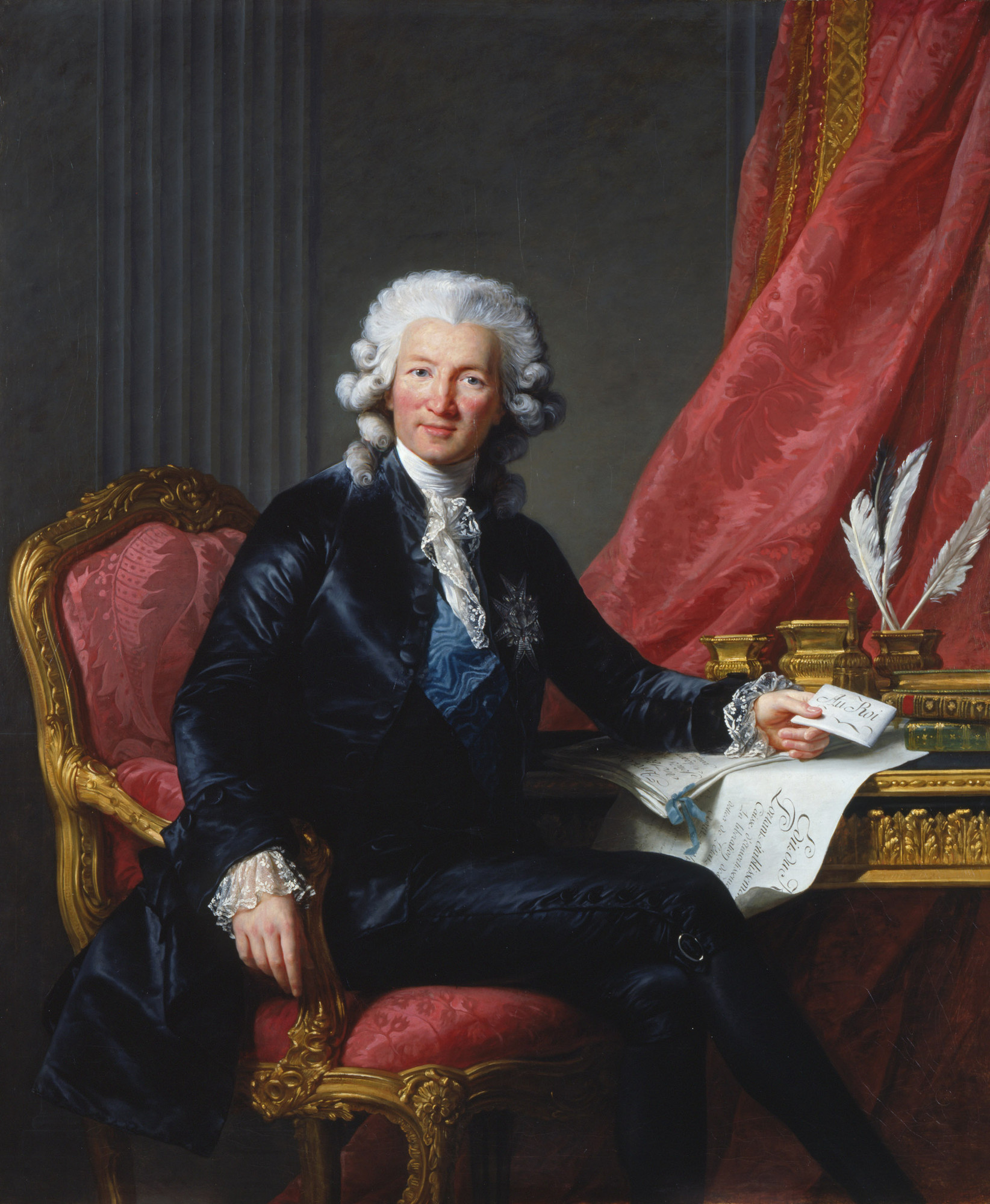
夏尔·亚历山大·德·卡洛纳子爵殿下，其服装是典型的穿袍贵族

穿袍贵族（英語：Nobles of the Robe）是法国旧制度下的一类新兴贵族阶层，区别于传统封建制度中以武力和领地为基础的佩剑贵族（Noblesse d'épée）。穿袍贵族的地位来源于司法或行政职位，而非血统或世袭领地。他们在旧制度时期的法国政府中占据了极为重要的位置，尤其在司法和财政领域掌握了大量官职。
穿袍贵族主要由那些通过购买司法或财政官职而获得贵族地位的人及其后代组成，官职往往在家族内部父子相传，逐渐形成了稳固而自觉的集团认同。作为穿袍贵族精英代表的高等法院（Parlements）成员，多数虽已成为世袭贵族，但仍不断强调自身在国家治理中的独特作用，并在政治上时常与佩剑贵族保持对立。
起初，由于官职可以买卖，成为穿袍贵族相对容易，许多有志的平民通过经济手段跻身贵族行列。然而，自17世纪起，穿袍贵族阶层趋于封闭，排斥新晋出身的平民，从而促成了一个新的社会群体——穿袍资产阶级（bourgeoisie de robe）的形成。与此同时，王权为筹措财政资金不断出售新的官职，这种做法激起了穿袍贵族的不满和抵制。
值得注意的是，部分穿袍贵族在18世纪启蒙运动中扮演了重要角色，例如著名的政治思想家孟德斯鸠便出身于穿袍贵族家庭。他们在思想和政治改革中留下了深远的影响，预示着旧制度即将到来的动荡与变革。